# Ophioscincus
Ophioscincus – rodzaj jaszczurek z podrodziny Sphenomorphinae w rodzinie scynkowatych (Scincidae).

## Zasięg występowania
Rodzaj obejmuje gatunki występujące w Nowej Południowej Walii i Queensland w Australii. 

## Systematyka

### Etymologia
Ophioscincus: gr. οφις ophis, οφεως opheōs „wąż”; σκιγκος skinkos lub σκιγγος skingos „rodzaj jaszczurki, scynk”.

### Podział systematyczny
Do rodzaju należą następujące gatunki: 
- Ophioscincus cooloolensis
- Ophioscincus ophioscincus
- Ophioscincus truncatus